# WKG Heinkel Rostock
WKG Heinkel Rostock (celým názvem: Wettkampfgemeinschaft der Betriebssportgemeinschaft Heinkel Rostock) byl německý fotbalový klub, který sídlil v rostocké městské části Warnemünde. Založen byl jako tovární klub letecké společnosti Ernst Heinkel Flugzeugwerke. Zanikl v roce 1944.
Největším úspěchem klubu byla jednoroční účast v Gaulize Mecklenburg, jedné ze skupin tehdejší nejvyšší fotbalové soutěže na území Německa.

## Umístění v jednotlivých sezonách
Stručný přehled
Zdroj: 
- 1943–1944: Gauliga Mecklenburg

Jednotlivé ročníky
Zdroj: 
Legenda: Z - zápasy, V - výhry, R - remízy, P - porážky, VG - vstřelené góly, OG - obdržené góly, +/- - rozdíl skóre, B - body, červené podbarvení - sestup, zelené podbarvení - postup, fialové podbarvení - reorganizace, změna skupiny či soutěže
| Velkoněmecká říše (1943 – 1944) |                     |        |    |   |   |    |    |    |     |   |        |
| Sezóny                          | Liga                | Úroveň | Z  | V | R | P  | VG | OG | +/- | B | Pozice |
| 1943/44                         | Gauliga Mecklenburg | 1      | 13 | 2 | 0 | 11 | 15 | 51 | -36 | 4 | 9.     |